# Michael Elangwe Namaya
Michael Elangwe Namaya, né le 2 février 1940 à Dikome-Balue, est un administrateur civil et ancien vice-ministre  camerounais.

## Carrière
Après l'école primaire dans sa commune natale et le collège au St. Joseph's College à Sasse, il travaille comme employé de bureau entre 1960 et 1963. Puis, de 1963 à 1965, il poursuit ses études secondaires au CCAST de Bambili, où il obtient le GCE Advanced Level. De 1965 à 1967, il travaille à la Trésorerie, puis à la Coopérative. De 1967 à 1972, il poursuit ses études supérieures à l'université de Marbourg, en Allemagne, où il obtient une maîtrise en « économie coopérative ».
De retour au Cameroun, il intègre le cadre des administrateurs civils et occupe pendant près de dix ans les fonctions de chef de service des coopératives et de la mutualité dans le Meme, de chef de service du développement rural dans le Ndian et de chef de secteur des coopératives et de la mutualité dans le Meme. En 1981, il est détaché à la CENADEC en tant que directeur adjoint jusqu'au 18 juin 1983, date à laquelle il devient vice-ministre du commerce. Le 4 février 1984, il est nommé vice-ministre du commerce et de l'industrie. Du 24 août 1985 au 16 mai 1988, il est secrétaire d'État au commerce et à l'industrie.